# زهرة الأفعى البابوتية
زهرة الأفعى البابوتية (الاسم العلمي: Echium pabotii) هو نوع نباتي يتبع جنس زهرة الأفعى ضمن الفصيلة الحِمحِمية من طائفة ثنائيات الفلقة.